# Drosophila angularis
Drosophila angularis este o specie de muște din genul Drosophila, familia Drosophilidae, descrisă de Toyohi Okada în anul 1956. Conform Catalogue of Life specia Drosophila angularis nu are subspecii cunoscute.